# Municipio de Tolimán (Jalisco)
El municipio de Tolimán es un municipio de la región Sur del estado de Jalisco, México. Tolimán proviene del náhuatl y significa: «donde se corta el tule» o «lugar donde abunda el tule» debido a la abundancia de una flor parecida al tule que los indígenas conocían como axihuitl (ageratina conspicua).

## Historia
En sus orígenes, la comunidad del municipio de Tolimán se formó alrededor de los nacimientos de La Palma y la Ciénega. Se cambió a su actual sitio en fecha desconocida. La comunidad fue originalmente pueblo otomí. Contaban con rutas de comercio y movilidad que hoy se conocen como parte del Camino Real de Colima, cuyos caminos cruzaban por las poblaciones de Copala y Teutlán al costado del Río Ayuquila Sus pobladores daban como tributo al cacique joyas de oro y plata, maíz, frijol, etc. Desconocían las enfermedades y llegaban a edad muy avanzada.
Al lugar, llegó primeramente Alonso de Ávalos y dos años después de la colonización de Colima llegó Francisco Cortés de San Buenaventura quien se impusiera como gran señor. La evangelización se debe a fray Martín de Jesús Chávez y a fray Juan de Padilla.
Desde 1825 perteneció al 4° Cantón de Sayula y al Segundo de Tuxcacuesco. En 843 pasó al Primer Partido Sayula hasta que en 1890 pasa a depender del 9° Cantón de Ciudad Guzmán y Segundo Departamento de San Gabriel. Debido a P. Ávila Orozco, el diputado Carlos M. Gallardo y el presidente municipal de San Gabriel, Lorenzo Michel, Tolimán fue elevado a la categoría de municipio el 5 de abril de 1895, por decreto número 683. El 15 de junio de 1927 por decreto Tuxcacuesco perdió la parte del cerro Grande y se agregó al municipio de Tolimán para que el 5 de julio de 1928 se ampliara el municipio marcando sus límites.
Su primer presidente municipal fue D. Hipólito Rodríguez, quien tomó posesión el 21 de abril de 1895. El 18 de diciembre de 1918 los villistas sitiaron el poblado cuando los lugareños aún sepultaban a sus muertos, víctimas de la pandemia de gripe de 1918.

## Descripción geográfica

### Ubicación
Tolimán se localiza al sur del estado, en las coordenadas 19°24’20" a los 19°39’30" de latitud norte y de los 103°44´20" a los 104°02’45" de longitud oeste, a una altitud de 750 metros sobre el nivel del mar.
El municipio colinda al norte con el municipio de Tuxcacuesco y el municipio de San Gabriel; al este con el municipio de San Gabriel y Zapotitlán de Vadillo; al sur con el municipio de Zapotitlán de Vadillo, el estado de Colima y el municipio de Cuautitlán de García Barragán; al oeste con los municipios Cuautitlán de García Barragán y Tuxcacuesco y paso real.

### Topografía
Su superficie está conformada por zonas semiplanas (36%), zonas accidentadas (33%) y zonas planas (31%). Al poniente y al sur del municipio hay partes altas como cerros que forman parte de la Sierra de Manantlán. Se encuentran los cerros de Torín, el Cerro del Petacal, Las Joyas y Grande, con altitudes que van desde los 700 a los 2600 metros sobre el nivel del mar.
Suelos. El territorio está constituido por terrenos del período cretácico, con rocas sedimentarias y calizas. La composición de los suelos es de tipos predominantes Castañozem Háplico, Feozem Háplico, Regosol Eutrico y Luvisol Crómico.
El municipio tiene una superficie territorial de 49 126 ha, de las cuales 6 321 son utilizadas con fines agrícolas, 17 700 a la actividad pecuaria, 14 600 son de uso forestal, 70 son de suelo urbano y 7309 hectáreas tienen otro uso, no especificándose el uso de 3126. En lo que a la propiedad se refiere, una extensión de 31 913 hectáreas es privada y otra de 14 087 es ejidal; no existiendo propiedad comunal. De 3.126 hectáreas no se especifica el tipo de propiedad.

### Hidrografía
Sus recursos hidrológicos son proporcionados por los ríos de Ayuquila, Armerías y Tuxcacuesco; por los arroyos: El Puerto, La Paistetera, El Limoncillo, Agua Fría, La Presa,- Mesa de los Gonzaga, El Izote, Piedra Lisa, La Congoja, La Palma, La Sierrilla, Hondo, Copala, Huisichi, Las Cuevas, El Zopilote y El Chocamel.

### Clima
El clima es semiseco, con invierno y primavera secos y semicálido, sin cambio térmico invernal bien definido. La temperatura media anual es de 24,9 °C, con máxima de 33,1 °C y mínima de 16,7 °C. El régimen de lluvias se registra entre los meses de junio y julio contando con una precipitación media de 513,1 milímetros. El promedio anual de días con heladas es de 7.

### Flora y fauna

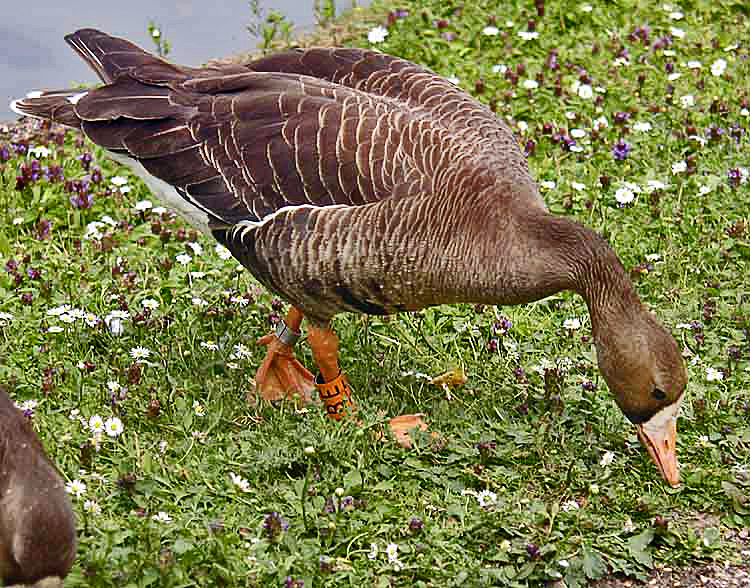
Algunas especies de patos habitan en el municipio.

Las principales especies que hay son: nopal, huizache y granjero. En algunas colinas, su vegetación se compone de selva baja con matorrales espinosos.
El venado, el gato montés, el coyote, el perico, la liebre, la ardilla, el zorro, el conejo y el pato habitan esta región.

## Demografía

### Localidades
En el censo de 2020 el municipio de Tolimán contaba con 39 localidades.
| Código INEGI      | Localidad          | Población (2020) |
| ----------------- | ------------------ | ---------------- |
| 140990006         | Copala             | 3 238            |
| 140990001         | Tolimán            | 1 451            |
| 140990020         | Puerta del Petacal | 1 147            |
| Otras localidades | Otras localidades  | 5 383            |
| Total municipal   | Total municipal    | 11 219           |

## Economía
Ganadería. Se cría ganado bovino, ovino, caprino y porcino. Además de aves y colmenas.
Agricultura. Destacan el maíz, sorgo, jitomate, chile y frijol.
Comercio. Predominan los establecimientos dedicados a la venta de productos de primera necesidad y los comercios mixtos que venden artículos diversos.
Servicios. Se prestan servicios técnicos, comunales, sociales, personales, turísticos y de mantenimiento.
Industria. Esta actividad se desarrolla tradicionalmente en pequeña escala produciendo principalmente aguardiente de mezcal y productos lácteos.
Minería. Existen yacimientos de manganeso, mármol, piedra caliza y yeso.
Explotación forestal. Se explota el pino.
Pesca. Se capturan en pequeña escala las especies de chacal y bagre, en las aguas de los ríos Zenzotla y Tuxcacuesco.

## Turismo
Puentes colgantes
Museos
- Museo Nabor Rosales (Museo de arqueología)
- Museo de la iglesia de Copala

Iglesias
- Templo de la Asunción
- Templo de San Francisco de Teutlán

Parques y reservas
- Unidad de Tolimán
- Grutas del Torín
- Sierra de Manantlán
- Cerro El Muñeco
- Cerro Toxín
- Cerro de aire de Teutlan
- Cerro del Petacal
- Playas de San Pedro y Paso Real en Semana Santa
- Manantial de agua La Tasa en San Pedro Toxin
- Manantiales de agua dulce en Teutlán

## Fiestas
Fiestas civiles
- Feria anual. Del 24 al 4 de enero.
- Fiesta índegena de teutlán y fiesta indígena del llano de toxín. 4 de octubre.
- Feria taurina de San Pedro Toxin en semana de Pascua.

Fiestas religiosas
- Fiesta en honor de San Francisco de Asís. 4 de octubre.
- Fiesta en honor de la Virgen de Guadalupe. 12 de diciembre.
- Fiesta en honor de la Virgen de la Asunción. Del 6 al 15 de agosto.
- Fiesta pastoral de diciembre 24 a 6 de enero en Teutlán, Copala y Tolimán.

## Poblaciones
- Los Aguacates
- Las Canoas
- Los Cerritos
- Copala
- Cuauhtémoc
- Los Encinitos
- Huisichi
- La Laguna
- La Lima
- Llano de Toxín
- La Loma
- Monte Negro
- Las Paredes
- La Parota
- Paso Real
- La Playita
- La Primera Agua
- Pueblo Viejo
- Puerta del Petacal
- El Rodeo
- El Salatillo
- San Pedro Toxín
- Santa Elena
- Teutlán
- Toxín
- Las Trojes
- Las Tunas
- Zapoma
- Los Zapotes